# Laatste 10 jataka
De jatakaverhalen (Thai: ชาดก chadok) gaan over de wedergeboortes van de Bodhisatta, ofwel de levens van de prins, die daarna als Siddharta Gautama zou worden geboren en uiteindelijk Boeddha wordt. Deze verhalen spelen zich af rondom Benares, het tegenwoordige Varanasi in India. Van de in totaal 547 jatakaverhalen zijn de laatste 10 stuks veruit het bekendst. Zij heten in Thai: ทศชาติชาดก thosachat chadok ofwel de jataka van de 10 wedergeboortes. Deze geven de 10 deugden van de mens weer, waarna de verlichting zich zou openbaren. De betreffende deugden zijn: verwerping, kracht, welwillendheid, vastbeslotenheid, inzicht, zedelijk gedrag, geduld, gelijkmoedigheid, realiteitszin en vrijgevigheid. De 10 jatakaverhalen worden uitgebeeld in muurschilderingen in tempels in Thailand.

## Verschil in volgorde van laatste 10 jataka
| Klassieke volgorde      | Volgorde in Thailand        |
| ----------------------- | --------------------------- |
| No.538: Mūga-Pakkha     | No.1: Prins Temiya          |
| No.539: Mahājanaka      | No.2: Prins Mahajanaka      |
| No.540: Suvanna Sāma    | No.3: Prins Suvanna-Sama    |
| No.541: Nimi            | No.4: Prins Nimi            |
| No.542: Khandahāla      | No.7: Prins Canda-Kumara    |
| No.543: Bhūridatta      | No.6: Prins Phumithata      |
| No.544: Mahā Nārada     | No.8: Brahma Narada         |
| No.545: Vidhura Pandita | No.9: Prins Vidhura-Pandita |
| No.546: Mahā Ummagga    | No.5: Prins Mahosadha       |
| No.547: Vessantara      | No.10: Prins Wetsandon      |

### Prins Temiya (de stomme prins) – Daad van verwerping

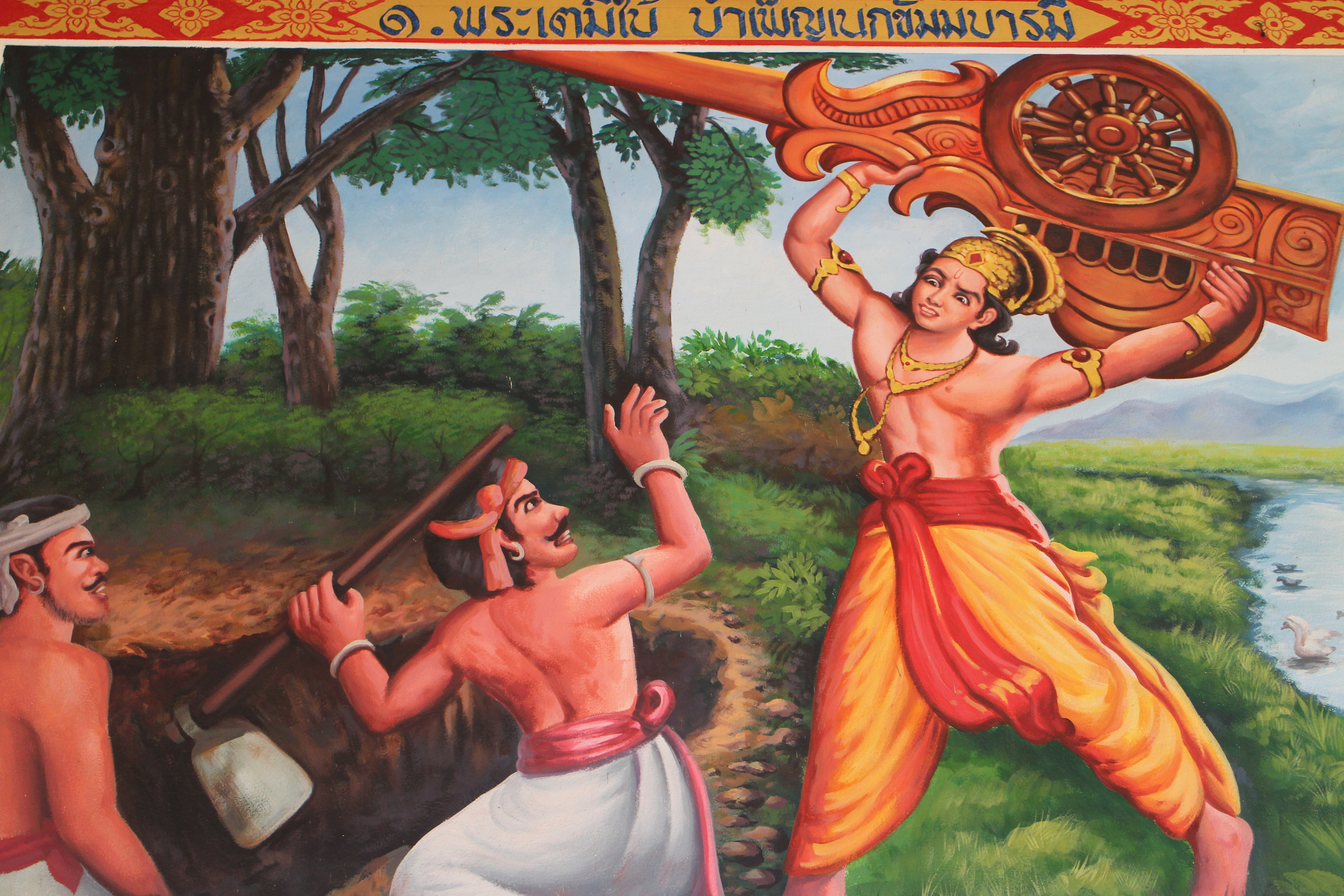
Temiya tilt de wagen hoog op.

Thai:พระเตมิย phra Temiya – บำเพ็ญเนกขัมม bamphey nekkhamma.

Om niet de volgende koning te hoeven worden, hield Temiya zich tijdens zijn gehele jeugd kreupel en stom. Op zijn 16e verjaardag gaven de waarzeggers aan koning Kasiraya het advies, om zijn zoon naar een begraafplaats te brengen en hem daar te begraven. Op deze dag, terwijl Sunanda de wagenmenner een graf delfde, bedacht Temiya dat nu het juiste moment was om te ontsnappan aan het koningschap en om naar het bos te gaan om er als een asceet te leven. Hij tilde de wagen op en sprak: "Zie, de man die je wilt doden, niet doof, niet dom, niet lam. Stop en val onder de toorn van de hel, door deze daad zul je sterven". De wagenmenner liet Temiya vrij. Deze ging rechtstreeks naar het bos om er als asceet te leven.

### Prins Mahajanaka (de verloren prins) – Daad van kracht

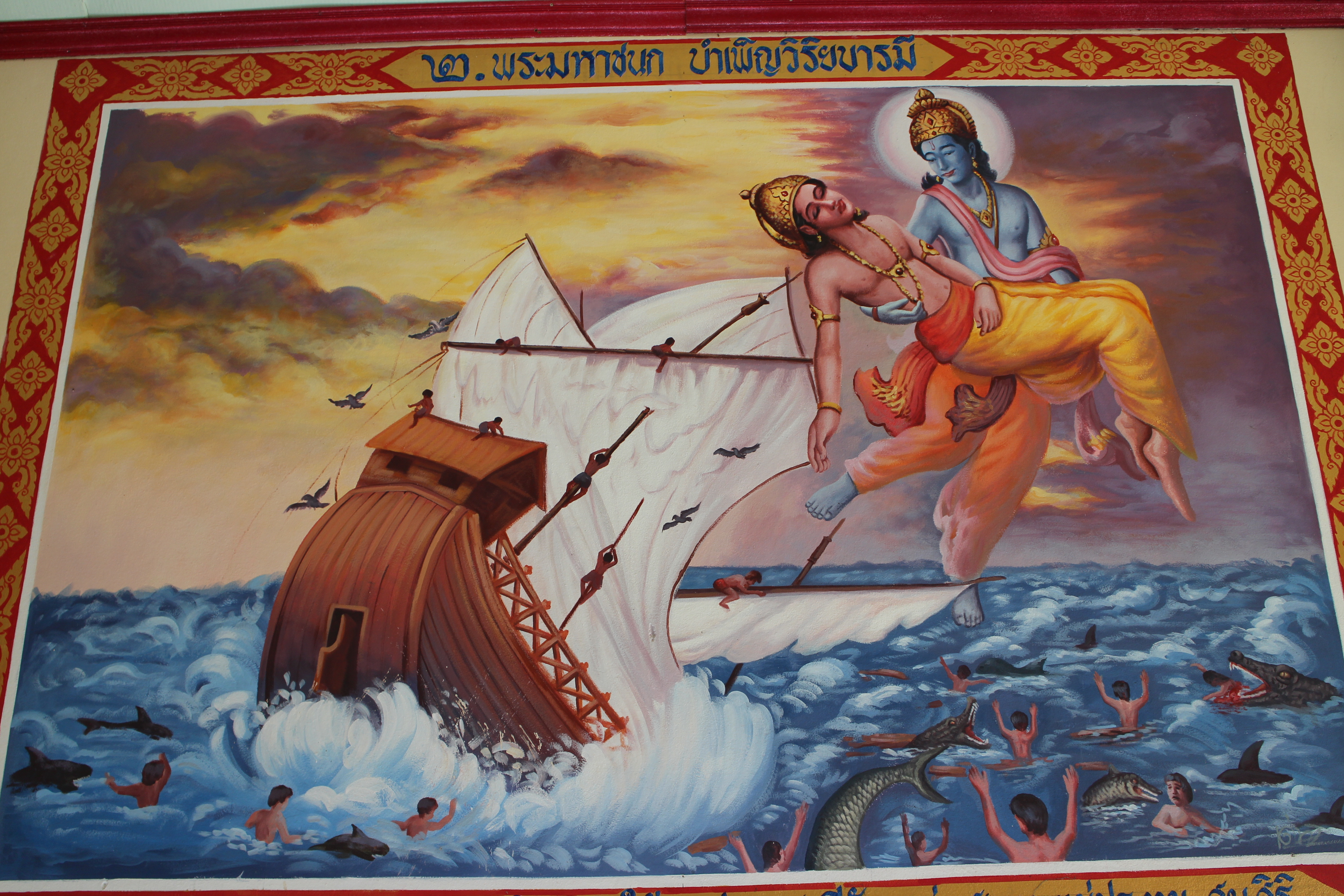
Mahajanaka wordt gered door de godin.

Thai:พระมหาชนก phra Mahajanaka – บำเพ็ญวิริย bamphey viriya.

Met het oog op het herwinnen van het koninkrijk van zijn overleden vader, ging de prins aan boord van een schip met bestemming Suvarnabhumi, het gouden land in het Oosten. Nadat het schip op volle vaart door de zware zeeën was gevaren, begon het overbeladen schip te zinken. Planken braken en het water steeg alsmaar hoger en hoger. Mahajanaka wist dat het schip zou vergaan en raakte niet in paniek. Hij bereidde zich voor op de beproeving onder andere door zich vol te eten. Mahajanaka dreef zeven dagen in de oceaan. Totdat godin Manimekhala hem opmerkte en herkende. Zij nam hem in haar armen en Mahajanaka sidderde door de aanraking van de godin. Hij viel in slaap.

### Prins Suvanna-Sama (de toegewijde prins) – Daad van welwillendheid

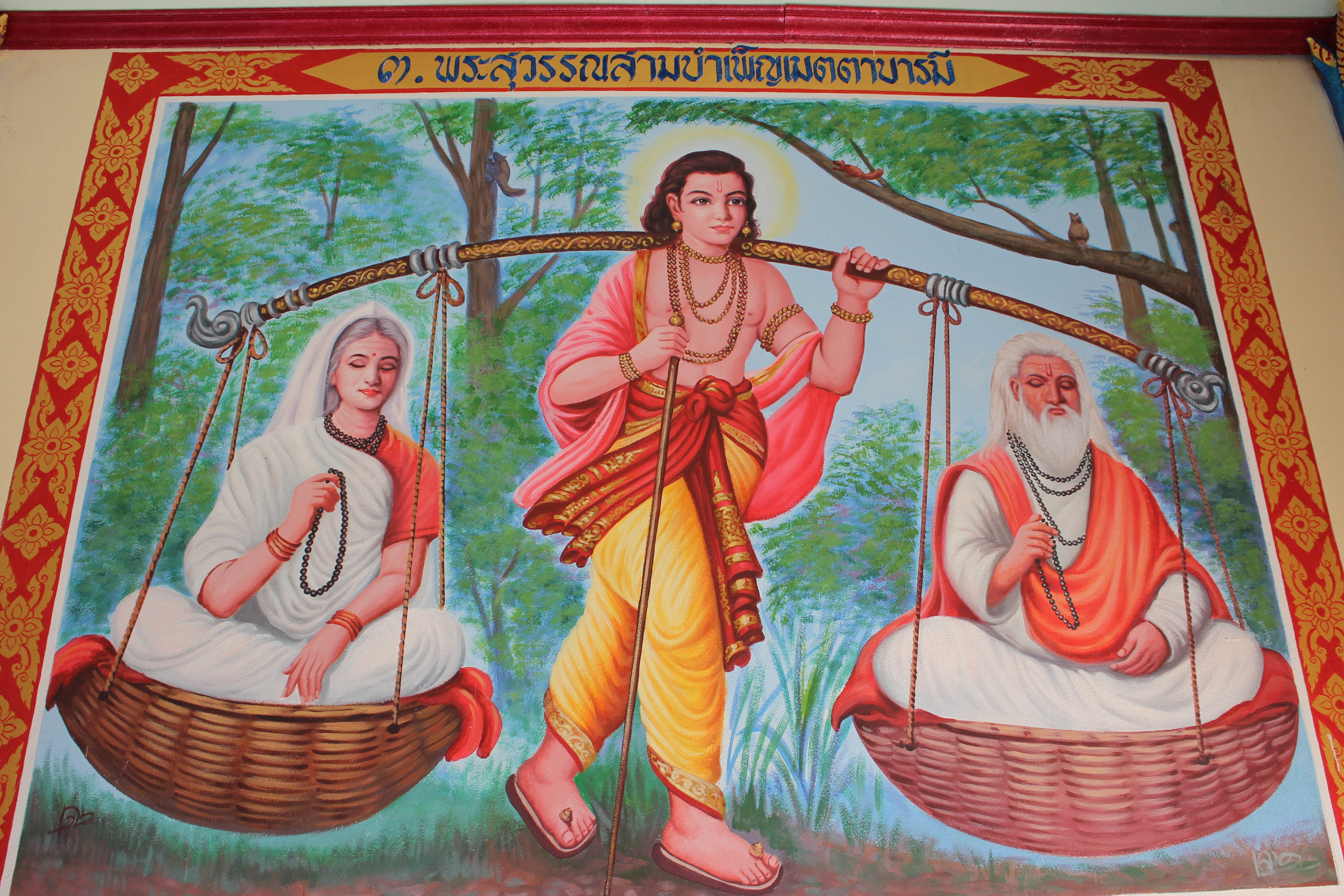
Sama zorgt voor zijn blinde ouders.

Thai: พระสวรรณสาม phra Suvanna Sama – บำเพ็ญเมตตา bamphey metta.

De ouders van Sama verloren het zicht in de ogen toen hij 16 jaar was. Vanaf nu was hun zoon hun enige hulp. Hij regelde het hele huishouden. Iedere dag ging hij naar de rivier de Migasammata om er fruit en water te halen. In het verlangen om wild te eten ging koning Piliyakka van Benares ook naar deze rivier. Ten slotte kwam hij bij de plek waar Sama stond. Terwijl hij zag hoe de wilde dieren door Sama waren getemd, was hij in dubio, was dit een goddelijk wezen of een Naga. Om dit uit te vinden besloot hij om Sama te verwonden en te voorkomen dat hij zou vluchten. Daarna zou hij hem dit vragen. De koning spande een boog en schoot een vergiftige pijl in de zij van Sama. Toen Sama naar de grond viel sprak hij "Ik heb geen vijanden en geen vete met iemand. Wie heeft mij verwond?" De koning liep naar Sama toe en vroeg wat zijn naam was. Sama vertelde het verhaal, dat hij zijn blinde ouders verzorgde. De koning dacht bij zichzelf: "Ik heb zo'n heilig wezen slecht behandeld, hoe kan ik hem troosten." Aldus bracht hij de blinde ouders naar hun zoon. Ondertussen besloot godin Bahusodari zowel Sama als zijn ouders te helpen. Ten slotte herstelde Sama van zijn verwonding en de ouders konden weer zien met beide ogen.

### Prins Nimi (de edele koning) – Daad van vastbeslotenheid

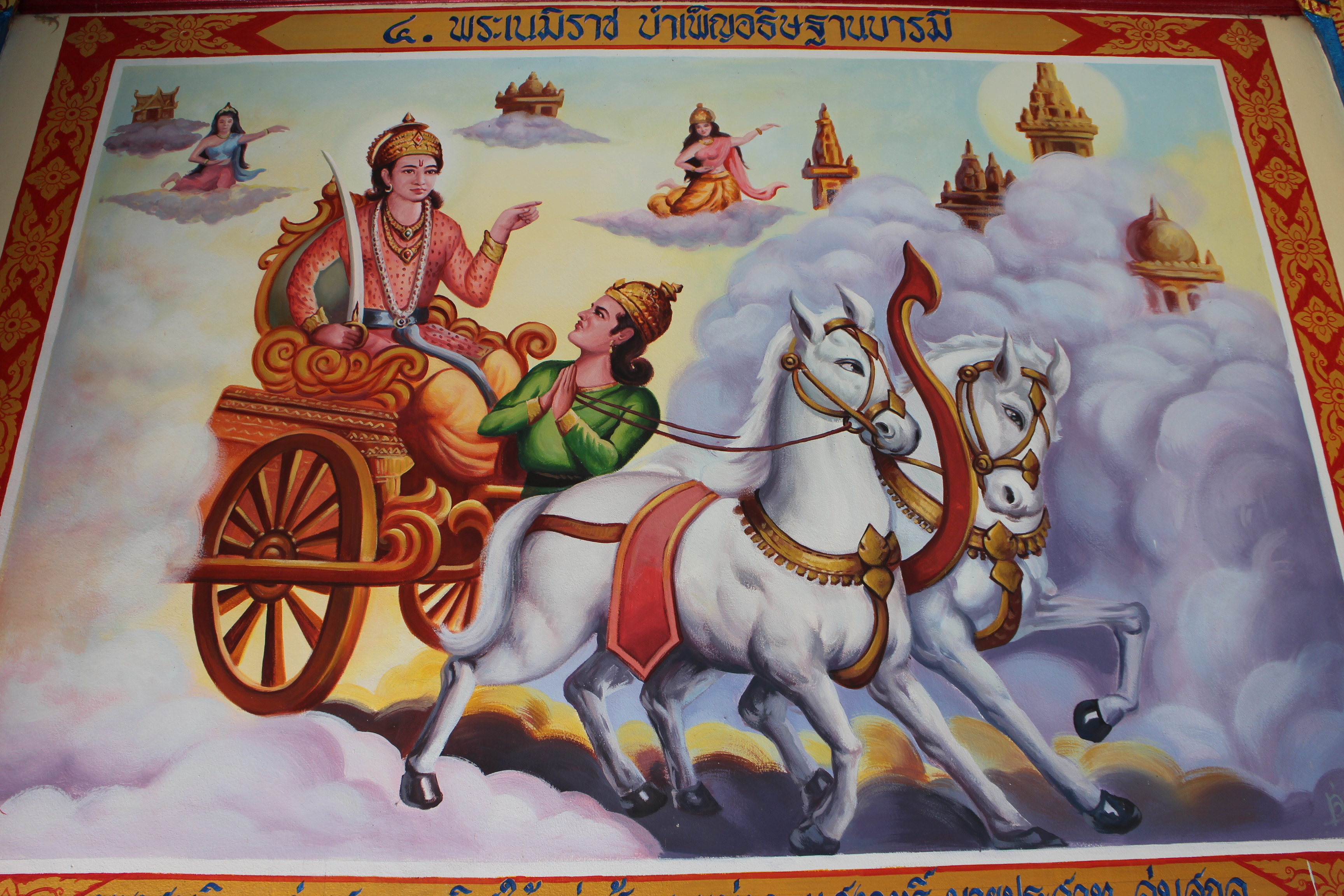
Nimi op weg naar de hemel.

Thai: พระเนมิราช phra Nimi racha – บำเพ็ญอธิษฐาน bamphey adhitthana.

Koning Nimi van Videha verlangde ernaar om te weten, wat is er belangrijker: het heilige leven of het geven van aalmoezen? God Sakka legde het als volgt uit: "Het heilige leven, waarbij een man leeft als een asceet is veruit het belangrijkste. Niettemin het geven van aalmoezen is belangrijk". De goden van Sakka's hemel verlangden ernaar om Nimi te zien. God Sakka zond de wagenmenner Matali eropuit om Nimi naar de hemel te brengen. Op weg daarna toe koos Nimi ervoor om eerst de hel te zien en daarna pas de hemel. Toen Nimi al dat lijden in de hel had gezien, was hij doodsbang. Daarna kwamen zij aan bij Sudhamma hal, de bijeenkomsthal van de 33 goden in de hemel. Al redevoerend verbleef Nimi 7 dagen in de hemel, maar hij weigerde Sakka's uitnodiging om er voor altijd te blijven. Daarna keerde hij terug naar de aarde. Hij sprak tot zijn onderdanen als volgt: "Doe goed, wees barmhartig met een rein hart. Op een zekere dag zullen jullie worden herboren in zo'n hemel."

### Prins Mahosadha (de slimme wijsgeer) – Daad van inzicht

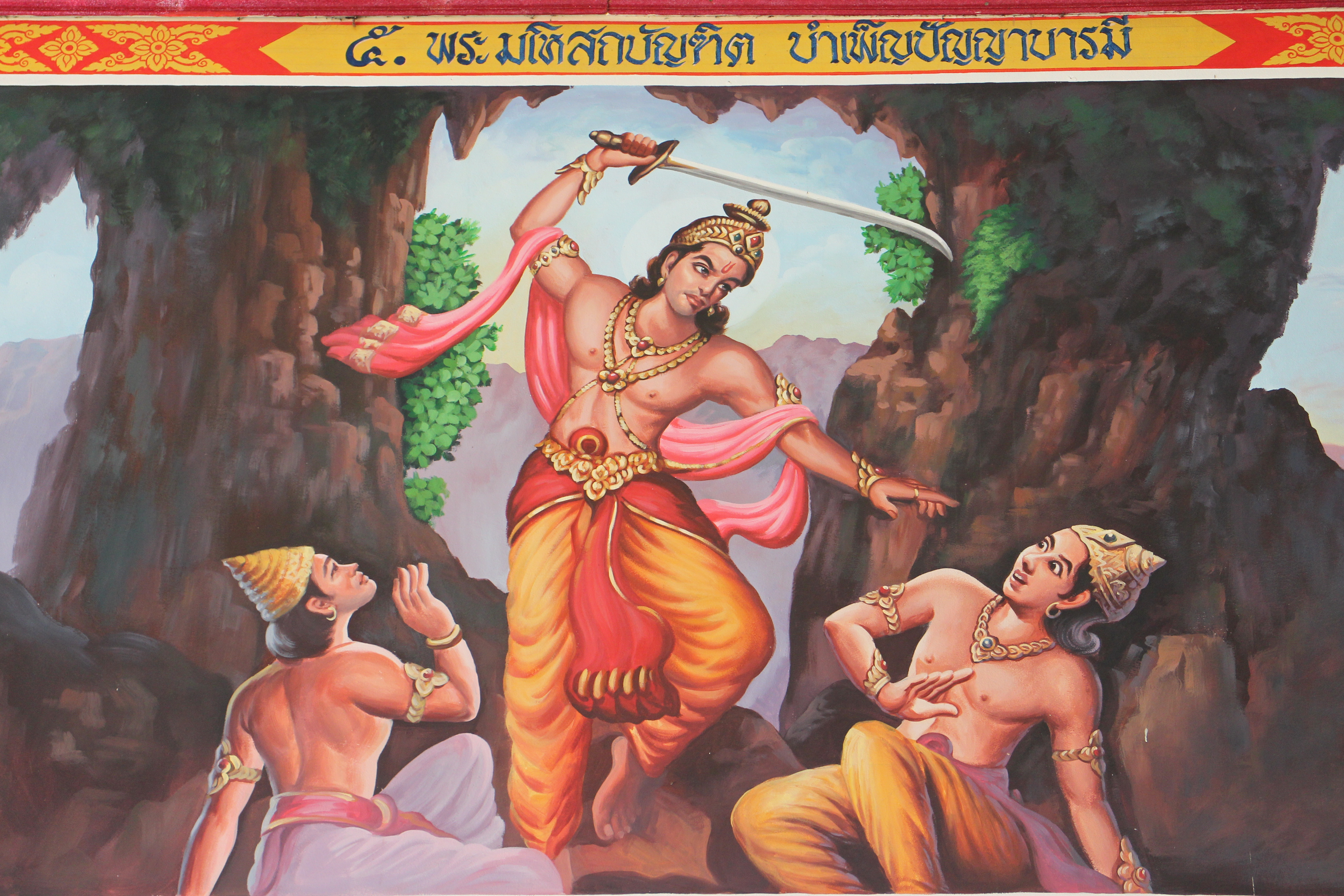
Mahosadha heft zijn zwaard hoog in de lucht.

Thai: พระมโหสถ phra Mahosadha – บำเพ็ญปัญญา bamphey panna.

Mahosadha was de wijsgeer van koning Vedeha van het koninkrijk Mithila. Na een mislukte poging om geheel India te veroveren, ondernam koning Culani van het koninkrijk Kampilla een nieuwe poging om koning Vedeha in zijn macht te krijgen. Zijn beeldschone dochter Pancala-candi moest daartoe koning Vedeha verleiden. Na het zien van haar portret was de koning geheel verward door passie. Ondanks de waarschuwing van Mahosadha, zette Vedeha door en begon zijn reis naar Culani's koninkrijk voor te bereiden. Mahosadha liet een paleis voor koning Vedeha bouwen 1 mijl buiten de hoofdstad Uttara-pancala. Dit paleis had een geheime tunnel, die toegang gaf tot de rivier de Ganges en tot het paleis van Culani. Toen alles gereed was, kwam koning Vedeha aan bij zijn nieuwe paleis. De troepen van Culani begonnen dit paleis nu te omsingelen. Als reactie hierop stuurde Mahosadha Vedeha en zijn gevolg door de tunnel naar de Ganges. Tevens gingen de soldaten van Vedeha door de tunnel naar de kamers van het paleis van Culani. Zij wisten de dochter met haar begeleiders ervan te overtuigen om via de tunnel naar de wachtende koning Vedeha te gaan. Iedereen ging toen per boot naar het koninkrijk Mithila. Ondertussen begreep Culani de truc die was uitgehaald. Toen Culani en Mahosadha elkaar ontmoetten, begreep Culani dat hij Mahosadha niets aan kon doen, omdat zijn gezin in gijzeling was genomen. Plotseling greep Mahosadha een zwaard, dat hij de dag ervoor had verstopt. Hij zwaaide met zijn zwaard naar Culani, hefde het hoog in de lucht, en riep "Van wie zijn de koninkrijken van India?" Culani antwoordde: "Van jou! Spaar mijn leven!" Mahosadha zei: "Wees niet bang, de koningin, uw zoon en uw moeder zullen allen terugkomen; op voorwaarde van mijn veilige terugtocht." Mahosadha gaf zijn zwaard aan de koning. De twee zwoeren een oprechte vriendschap.

### Prins Bhuridatta (prins van de Naga’s) – Daad van zedelijk gedrag

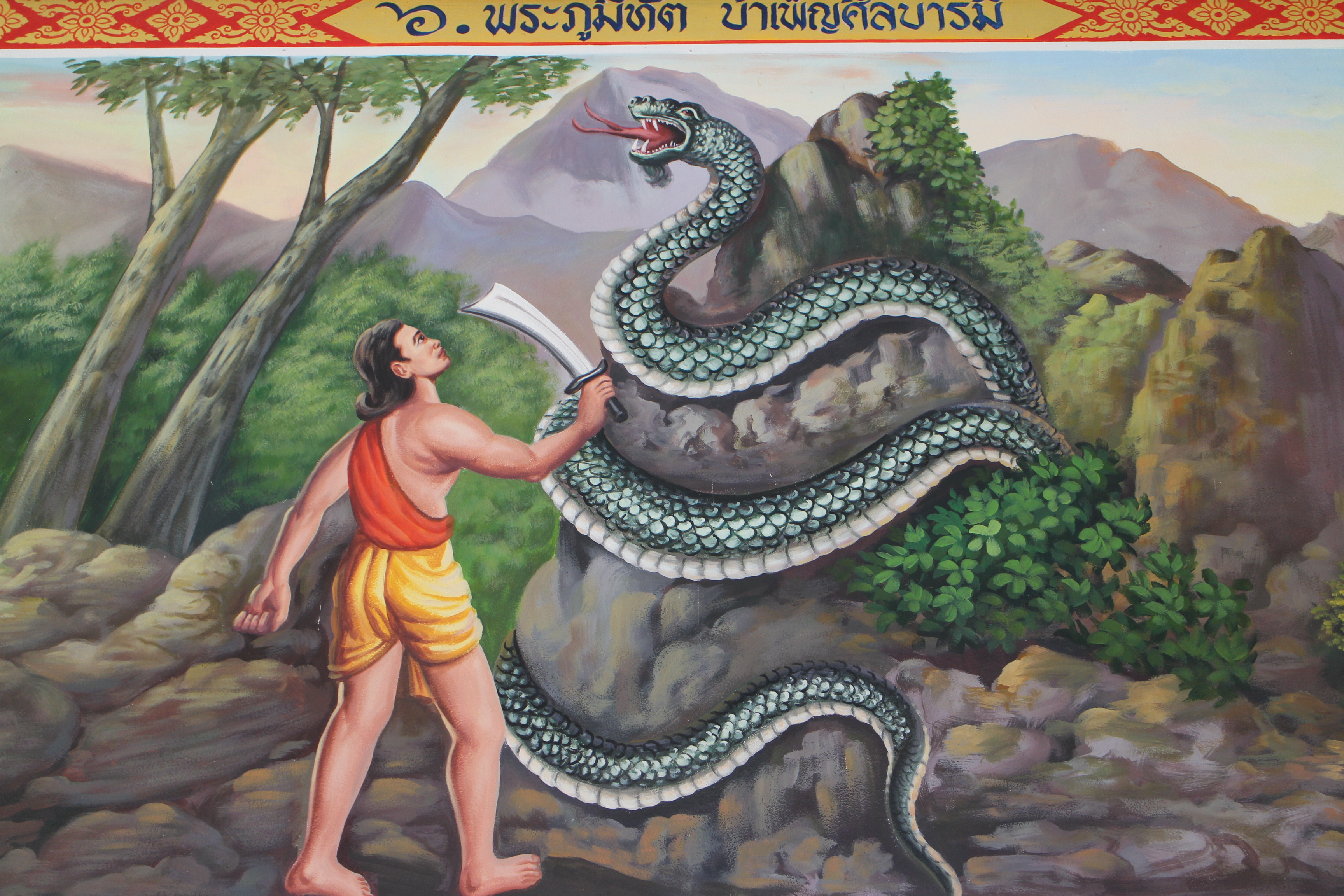
Bhuridatta wordt gevangen.

Thai: พระภูมิทัต phra Phumithata – บำเพ็ญศีว bamphey sila.

Bhuridatta, prins van de Naga’s had een mierenhoop gevonden dicht bij de rivier de Yamuna. Iedere nacht krulde hij zijn lange lichaam om deze mierenhoop heen. Alambayana, een slangenbezweerder ontdekte de prins. Hij wist de prins gemakkelijk te vangen. Omdat prins Bhuridatta voor zichzelf had vastgesteld: "Laat hem begaan, hij die mijn huid, spieren, botten of bloed wil hebben". Alambayana deed de prins met brute kracht in een mand. Ofschoon de prins veel pijn leed, stond hij zichzelf niet toe om boos te worden. De slangenbezweerder reisde van dorp tot dorp om een slangenshow op te voeren. Hij verwierf veel rijkdom en roem, totdat hij naar Benares ging. Ondertussen hadden de vrouw en moeder van Bhuridatta hem enorm gemist. Zij zonden zijn broer Sudassana eropuit om hem te zoeken. Toen hij in Benares aankwam, verzamelden de mensen zich juist op het marktplein om de grote slangenshow te bekijken. Bhuridatta stak zijn kop boven de mand uit en zag zijn broer in de grote menigte staan. Hij ging naar hem toe, legde zijn kop op zijn broers voet en huilde. Waarop Alambayana drie maal zei: "Ik zal de prins van de Naga’s vrijlaten".

### Prins Canda-Kumara (de eervolle prins) – Daad van geduld

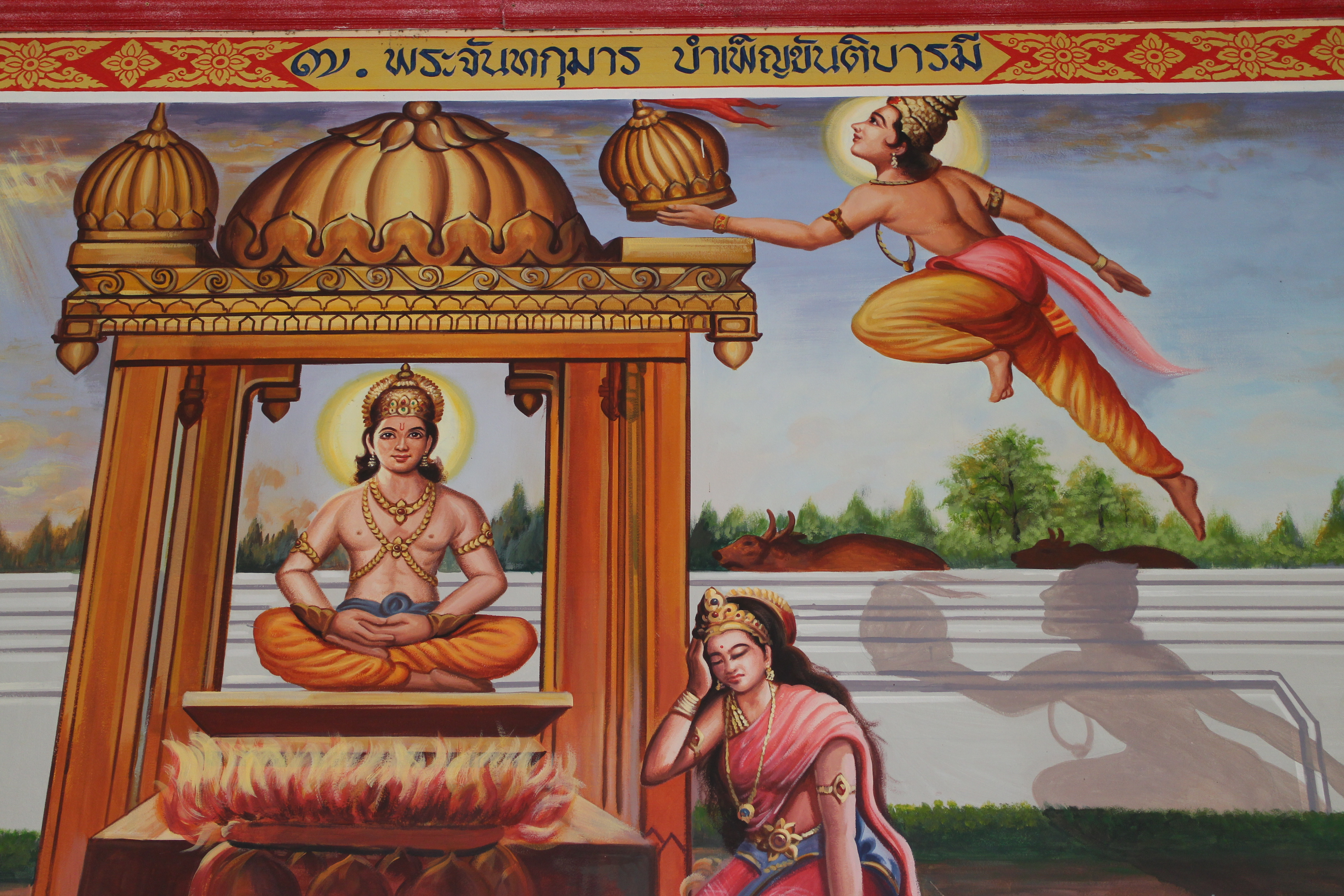
Canda-Kumara offert zich op.

Thai: พระจันทกุมาร phra Canda Kumara – บำเพ็ญขันติ bamphey khanti.

Prins Canda-Kumara diende zijn vader, koning Ekaraja van het koninkrijk Pupphavati als onderkoning. Khandahala, een brahmaan stond in hoog aanzien bij de koning. Maar hij was een priester zonder goede principes. De koning had gedroomd van een prachtige hemel. Hij vroeg aan Khandahala hoe hij deze mooie hemel kon bereiken. Khandahala zei: "Alleen een buitengewoon offer kan de aandacht van de goden trekken. Uw zonen, koninginnen, dochters, handelaren, paarden en stieren, vier stuks van deze soorten geofferd met het juiste ritueel, zal u toegang geven tot deze hemel". De koning gaf bevel om dit enorme offer buiten de stadsmuur voor te bereiden. Canda-Kumara vroeg zijn vader dit offer niet tot uitvoering te brengen. Niet om zichzelf te redden, want hij was bereid om te sterven. Maar omwille van de onschuldige slachtoffers. De troepen begonnen de gedoemden bijeen te drijven. Toen de voorbereidingen waren afgerond, werd Canda-Kumara naar de offerkuil gebracht. Op dat moment riep koningin Canda-Suriya de goden op. God Sakka liet bliksem de koninklijke parasols vernietigen. Zonder deze parasols was er immers geen sprake meer van een heilige ceremonie. De boze menigte viel hierop Khandahala aan en sloeg hem dood. Koning Ekaraja werd in ballingschap gestuurd. Canda-Kumara werd de nieuwe koning.

### Brahma Narada (Brahma de Grote) – Daad van gelijkmoedigheid

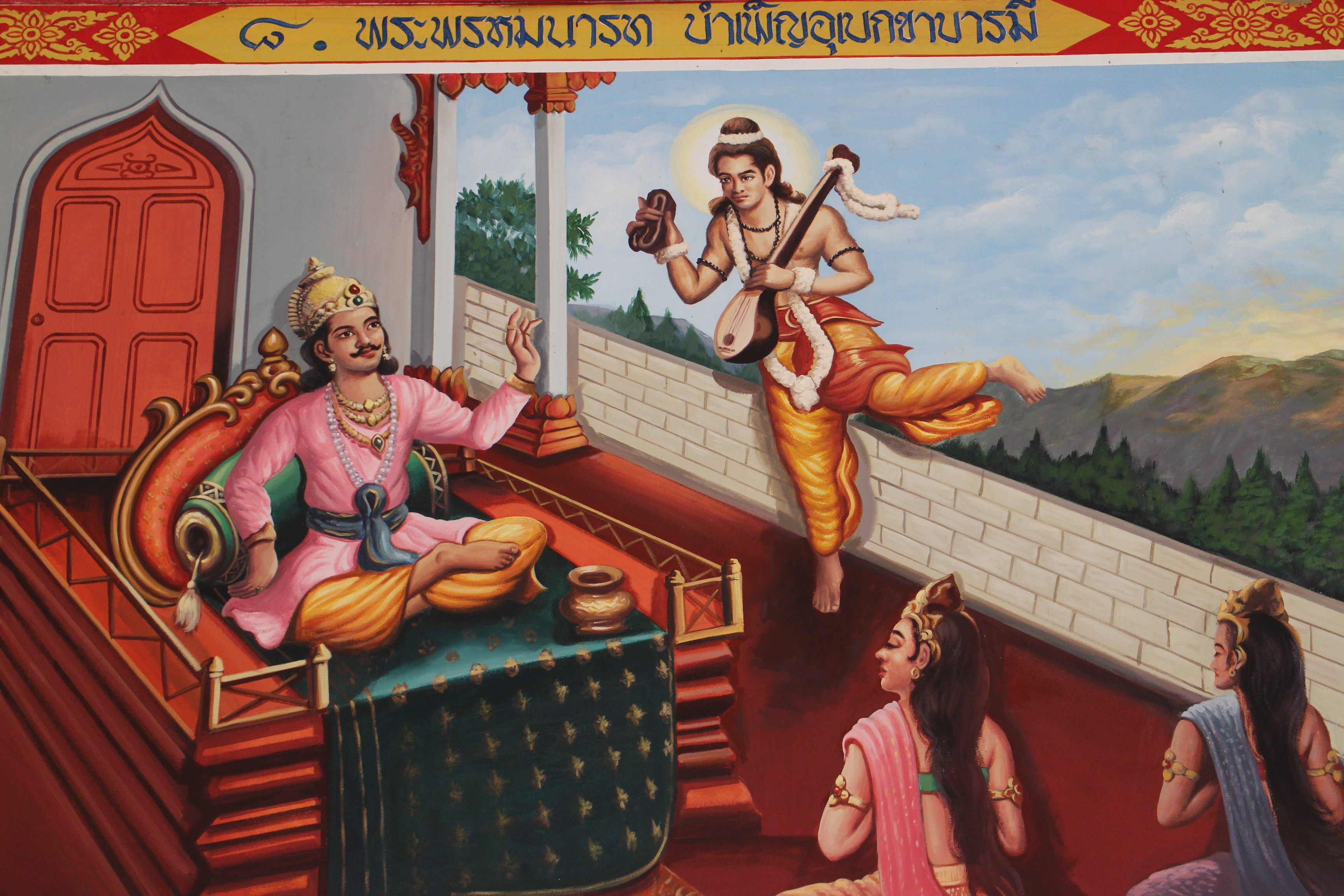
Narada geeft 500 goudstukken aan de koning.

Thai: พระพรหมมารท phra phrohm Narada – บำเพ็ญอุเบกขา bamphey upekkha.

In het koninkrijk Videha was Angati koning. Op de vooravond van het vollemaanfestival ging de koning naar het hertenkamp om Guna Kassapa, de naakte asceet te ontmoeten. Hij vroeg om de regels van goed gedrag t.a.v. ouders, onderwijzers, vrouwen, kinderen, bejaarden, brahmanen, het leger en zijn volk. Guna gaf als antwoord: "Er is geen goed of fout gedrag. Want je leven is al op voorhand bepaald vanaf je geboorte. Hemel, Hel? Onzin! Er is niets anders dan deze wereld". Koning Angati overtuigd van de waarheid van deze woorden van Guna, besloot geen moeite meer om goed te doen. Op dat moment keek Narada, die op dat moment Brahma de Grote was, vanuit de hemel toe. Hij daalde af naar de aarde en sprak: "Ik ben Brahma de Grote en ik kom jou, koning Angati vertellen dat jij jezelf veroordeelt tot de hel". Angati antwoordde: "Geef mij 500 goudstukken. Ik zal vanuit de andere wereld 1.000 goudstukken teruggeven". Narada's antwoord was: "Hier op aarde geven wijze mensen geen geldlening aan een zondaar. Want er komt geen terugbetaling van deze schuldenaar". Narada vertelde van de hel met zijn onmetelijke verschrikkingen. Angati beefde van angst. Hij keek naar de Bodhisatta voor help en vroeg hem nederig hoe hij weer bij zinnen kon komen. Narada vertelde hem, dat zolang hij koning in goede gezondheid was, hij moest zorgen voor de armen, de hongerigen, de bejaarden en de brahmanen. Angati smeekte om vergiffenis. Narada spoedde zich terug naar de Brahmahemel.

### Prins Vidhura-Pandita (de welbespraakte wijsgeer) – Daad van realiteit

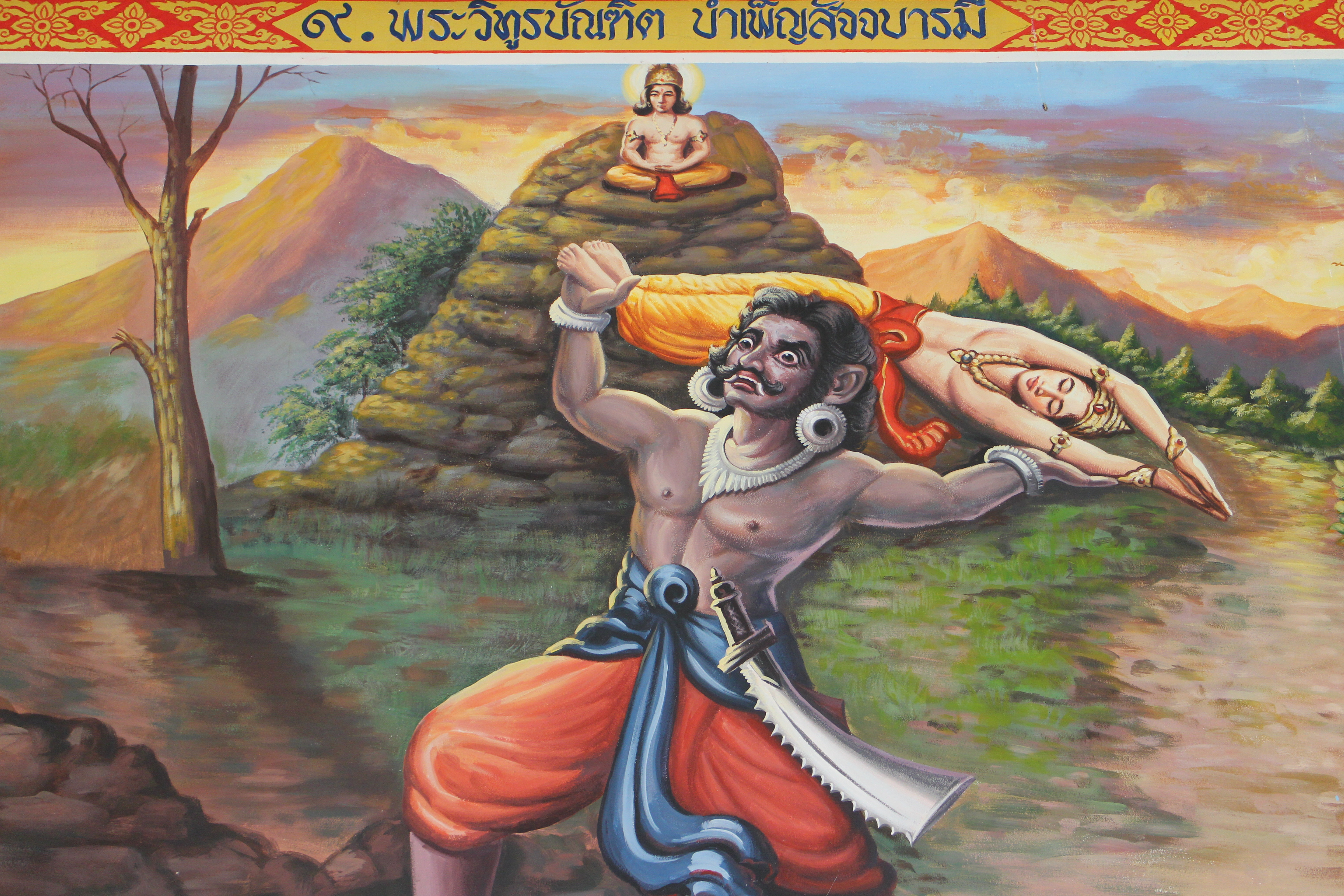
Punnaka zwaait Vidhura rond zijn hoofd.

Thai: พระวิหูรบัณฑิต phra Vidhura Pandita – บำเพ็ญสัจจ bamphey sacca.

Koning Dhananjaya leefde in de stad Indapatta van het koninkrijk Kuru. Vidhura Pandita was de wijsgeer van deze koning en was welbespraakt. Vimala, de koningin van de Naga’s, verlangde ernaar om hem te horen praten. Zij wendde voor dat zij ziek was en sprak: "Breng mij Vidhura's hart of ik zal sterven." Koning Varuna zond zijn beeldschone dochter, prinses Irandati eropuit om een man te zoeken, die het hart van Vidhura naar haar kon brengen. Punnaka, een jak (of demon) die Irandati's liefdesoproep hoorde, besloot om haar te trouwen. De koning sprak Punnaka toe, hij zou alleen toestemming voor een huwelijk geven onder de volgende voorwaarde: Punnaka moet zien Vidhura te pakken krijgen. Punnaka ging naar Indapatta en daagde koning Dhananjaya uit voor een dobbelspel. Na drie ronden dobbelsteengooien te hebben gemanipuleerd, vroeg Punnaka om uitbetaling: de wijsgeer Vidhura. Vidhura stemde hierin mee om hem weg te geven. In een oogwenk greep Punnaka de wijsgeer beet en hij zwaaide hem rond zijn hoofd. Vidhura antwoordde ontspannen: "Wat is jouw reden om mij te doden?" Toen Punnaka hem vertelde waarom, begreep de Bodhisatta, dat iedereen het verzoek van de koningin van de Naga’s verkeerd had begrepen. Zij had niet zijn fysieke hart bedoeld, maar het was het hart van zijn wijsheid dat zij verlangde. Punnaka zette hem weer op de grond en vertelde Vidhura, dat hij weer een vrij man was. De Bodhisatta vroeg naar het koninkrijk van de Naga’s te worden gebracht om het misverstand uit de weg te ruimen.

### Prins Vessantara (de genereuze prins) – Daad van vrijgevigheid

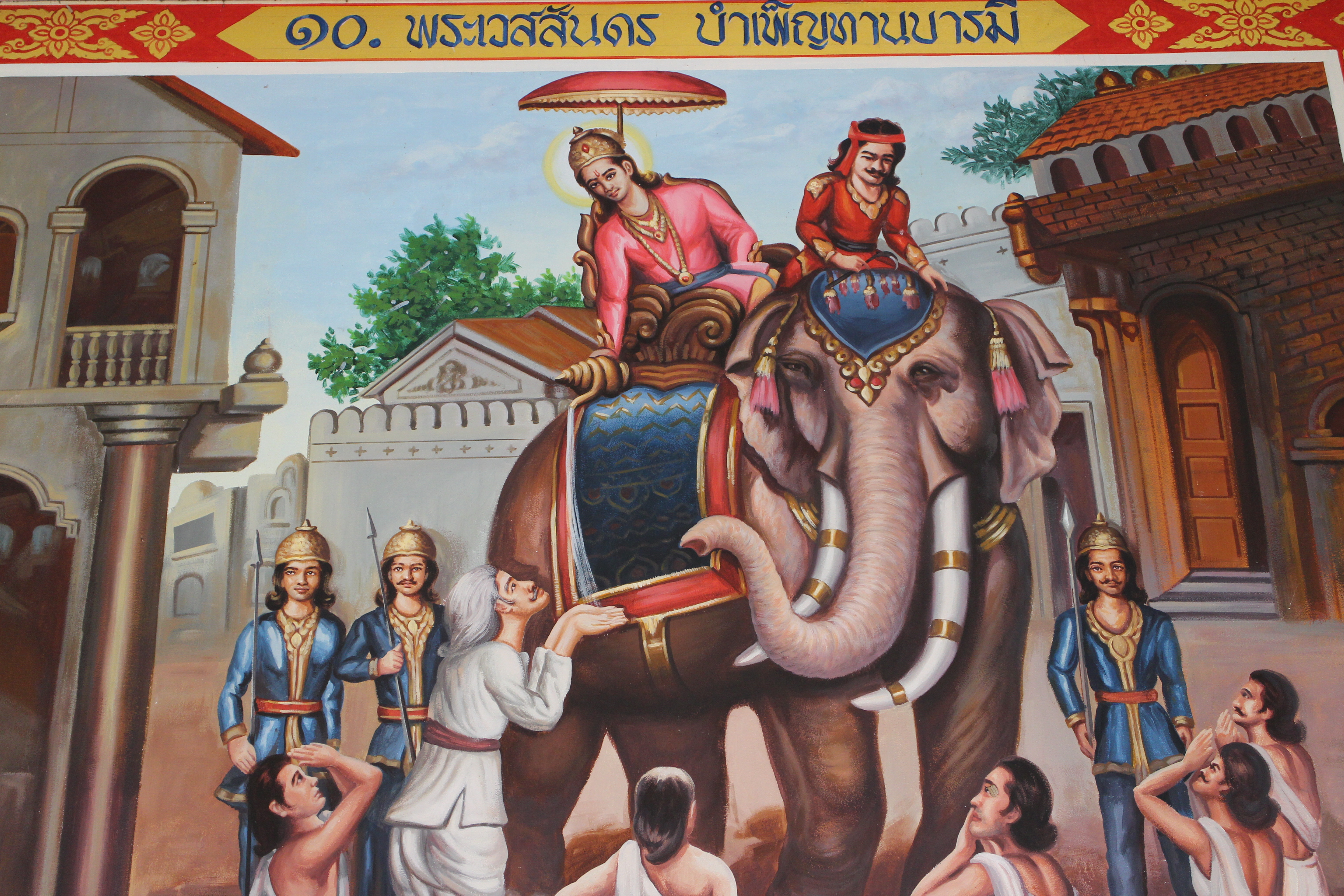
Vessantara deelt aalmoezen uit.

Thai: พระเวสสันดร phra Wetsandon – บำเพ็ญทาน bamphey dana.

Prins Vessantara (Thai: Wetsandon) gaf de koninklijke witte olifant aan het door droogte getroffen naburige koninkrijk Kalinga. De mensen waren hierover zo boos, dat de koning moest besluiten om zijn zoon weg te sturen. Voordat prins Vessantara met vrouw en twee kinderen in ballingschap gingen, gaf hij al zijn bezittingen weg. Onderweg met paard en wagen reizend gaf hij deze weg aan een brahmaan. Zodat het viertal door de jungle te voet ging naar de berg Vamka. Jujaka (Thai: Chuchok) een arme oude brahmaan leefde in het dorp Dunnivittha met Amittada, een beeldschone jonge vrouw. Jujaka, daartoe aangezet door zijn vrouw, ging op zoek naar de verblijfplaats van Vessantara. Nadat Jujaka om Kanha en Jali, de kinderen van Vessantara, had gevraagd, verstopten zij zich in een vijver. Vessantara verzocht de kinderen uit de vijver te komen om met Jujaka mee te gaan. God Sakka veranderde van gedaante om te voorkomen, dat Vessantara ook zijn vrouw weggaf. Terwijl Jujaka sliep zorgden een god en een godin, die waren veranderd in de vader en de moeder, voor de twee kinderen. Nadat koning Sanjaya zijn twee kleinkinderen had teruggekocht, gingen zij met koningin Phusati naar de berg Vamka. Hierna keerde prins Vessantara met zijn hele familie terug van de berg Vamka. Bij terugkomst in de stad Jetuttara werden zij warm onthaald.